# Tommy Norberg
Tommy Norberg, född 1950, docent i matematisk statistik vid Chalmers tekniska högskola.
Norberg forskar bland annat inom tillämpningar av matematisk statistik inom geologi, till exempel hur provtagning av förorenad mark ska ske på ett stokastiskt korrekt sätt. Norberg var tidigare studierektor för matematisk statistik vid institutionen för Matematiska Vetenskaper vid Chalmers, där han verkar.
Norberg avlade doktorsexamen vid Göteborgs universitet 1985 på avhandlingen Random sets and capacities, with applications to extreme value theory.